# Mabel Vernon
Mabel Vernon (19 septembre 1883 – 2 septembre 1975) est une suffragette américaine, pacifiste et cheffe de file du mouvement pour le suffrage des femmes aux États-Unis. quaker et membre de l'American Woman Suffrage Association, elle s'inspire des méthodes britanniques de la Women's Social and Political Union. Avec Olympia Brown, Inez Milholland, Crystal Eastman, Lucy Burns et Alice Paul, elle co-organise les manifestations des Silent Sentinels (Sentinelles silencieuses).

## Jeunesse
Mabel nait le 19 septembre 1883 à Wilmington, dans le Delaware. Elle va à l'école des quakers locale : la Wilmington Friends School jusqu'en 1901. Puis, elle intègre Swarthmore College dont elle sortira diplômée en 1906. Elle devient alors professeure à la Radnor High School de Wayne, en Pennsylvanie, où elle enseigne le latin et l'allemand.

## Militante des droits des femmes
En 1912, Mabel est ouvreuse lors de la convention de 1912 de la National American Woman Suffrage Association (NAWSA). Elle est la première organisatrice rémunérée recrutée par Alice Paul. Les deux femmes et Lucy Burns rejoignent la commission chargée de l'organisation du défilé pour le suffrage des femmes de 1913. Avec Edith Marsden, Mabel milite pour le suffrage des femmes au Rhode Island et à Long Island durant l'été 1913.
En 1914, Mabel travaille pour la Congressional Union, voyageant à travers les États du sud-ouest des États-Unis, puis à travers la Californie, avant d'arriver au Nevada. Elle collecte des fonds pour le référendum qu'essaie d'organiser Anne Martin pour la NAWSA. L'année suivante, elle organise des défilés pour accueillir Sara Bard Field, instigatrice d'une pétition réunissant 500 000 signatures et présentée au président Woodrow Wilson.
En juin 1916, le National Woman's Party (NWP) est créé lors de la convention de Chicago, par des femmes auxquelles leur État a octroyé le droit de vote. Le Parti démocrate adopte l'idée d'accorder le droit de vote aux femmes au niveau régional mais pas au niveau national. Frustrée par cette situation, Mabel apostrophe Woodrow Wilson lors d'un de ses discours à Washington : « Monsieur le président, si vous désirez sincèrement améliorer la condition de tous, pourquoi vous opposez-vous à l'émancipation nationale des femmes ? ». Comme le président ignore sa question, elle la répète un peu plus tard et la police l'expulse du meeting.
Mabel est l'une des organisatrices de la campagne des Silent Sentinels qui débute le 10 janvier 1917. Elle s'assure qu'il y ait suffisamment de volontaires chaque jour pour faire le piquet devant la Maison-Blanche. Avec Alice Paul, elle organise des journées thématiques durant lesquelles les volontaires viennent du même état ou ont la même profession. Cette stratégie leur assure une couverture substantielle dans la presse. La campagne durera 18 mois, des milliers de femmes y participeront, certaines seront arrêtées et le mouvement se finira dans la « Nuit de la Terreur »,.
En mars 1917, la Congressional Union et le NWP fusionnent. Mabel devient la secrétaire de l'association. Lors d'un comité auquel participe le président Wilson sur le sujet du vote des femmes, elle réussit à se faire entendre de celui qui vient juste d'annoncer l'entrée du pays dans la Première Guerre mondiale :
« Si le droit d'avoir une voix dans leur propre gouvernement est une cause si sacrée pour les étrangers qu'il constitue une raison à notre entrée dans une guerre internationale pour le défendre, ne devriez vous pas, Monsieur le Président, donner votre soutien devant le Congrès à la mesure exigeant que les femmes de ce pays puissent s'auto-gouverner ? ».
Parmi les Silent Sentinels, Mabel est l'une des six premières femmes à être arrêtée, sous le chef d'accusation d'« obstruction au trafic ». Le 26 juin 1917, elles sont condamnées à payer une amende de 25 dollars et à trois jours de prison. Clamant leur innocence, elles refuseront de payer l'amende.
Après le vote du 19e amendement donnant le droit de vote aux femmes dans toute l'Union, Mabel soutient les candidates au Congrès et fait du lobbying pour le vote de l'Equal Rights Amendment qui ne verra jamais le jour. Elle obtient en 1924 une maîtrise en sciences politiques à l'Université de Columbia.

## Autres engagements
En 1930, Mabel s'investit dans les relations internationales et la paix. Elle défend les droits des latino-américains et milite pour le désarmement. En 1930, elle rejoint la Ligue internationale des femmes pour la paix et la liberté. Elle devient directrice du Comité Interaméricain pour la Paix et la Coopération dans les années 40.
En 1951, elle s'installe dans l'état de Washington avec sa compagne Consuelo Reyes-Calderon. Elle meurt le 2 septembre 1975.